# Cabinet Strauss II
État libre de Bavière
Strauss I Strauss III
Le deuxième cabinet de Franz Josef Strauss était le gouvernement du Land de Bavière du 27 octobre 1982 au 30 octobre 1986, ce qui en fait le quinzième gouvernement fédéré bavarois d'après-guerre.
Dirigé par le chrétien-social Franz Josef Strauss, il était soutenu par la seule Union chrétienne-sociale en Bavière (CSU)

## Composition
| Portefeuille                                                          | Titulaire | Titulaire                                        | Parti |
| --------------------------------------------------------------------- | --------- | ------------------------------------------------ | ----- |
| Ministre-président                                                    |           | Franz Josef Strauss                              | CSU   |
| Ministre de l'Intérieur Vice-Ministre-président                       |           | Karl Hillermeier                                 | CSU   |
| Ministre de la Justice                                                |           | August Richard Lang                              | CSU   |
| Ministre des Finances                                                 |           | Max Streibl                                      | CSU   |
| Ministre de l'Économie et des Transports                              |           | Anton Jaumann                                    | CSU   |
| Ministre de l'Alimentation, de l'Agriculture et des Forêts            |           | Hans Eisenmann                                   | CSU   |
| Ministre du Développement régional et des Questions environnementales |           | Alfred Dick                                      | CSU   |
| Ministre de l'Enseignement et de l'Éducation                          |           | Hans Maier                                       | CSU   |
| Ministre du Travail et de l'Ordre social                              |           | Fritz Pirkl (jusqu'au 17/07/1984) Franz Neubauer | CSU   |
| Ministre des Affaires fédérales                                       |           | Peter Schmidhuber                                | CSU   |